# 富士500マイル
富士500マイル（ふじごひゃくマイル）は、富士スピードウェイで開催されている耐久レース。1977年から1992年まで毎年開催されており、その後長きにわたり休止状態にあったが、2018年・2019年にSUPER GTのシリーズ戦の1つとして開催された。

## 概要
1977年より富士ロングディスタンスシリーズ（富士LD）の一戦として開催される。富士GC用の2座席スポーツカーからツーリングカーまでが様々なカテゴリーのマシンが混走するスタイルだった。
開始当初はFISCOクラブの主催で国内格式だったが、1985年全日本耐久選手権の一戦となり国際格式レースとなった。主催も日産スポーツカークラブ (SCCN)とビクトリーサークルクラブ (VICIC)の共催となり、またそれまで行われなかった予選も行われるようになった。
当初は2座席GCマシンの独擅場だったが、1983年からはグループCの時代に突入し、ポルシェが圧倒的強さを誇るようになる。国産グループCカーの初勝利は1990年の日産・R90CP。
1984年まではシリーズ最終戦として毎年11月頃の開催だったが、1985年以降は毎年7月の開催となる。夏休みの時期に重なったため、国内レースでは毎年屈指の動員を誇る人気イベントとなった。なお1982年は、9月に台風で延期になったGCとのダブルヘッダーとなったため500 kmとなっており、富士500マイル (805 km)としては開催されていない。
1993年に全日本スポーツプロトタイプカー耐久選手権 (JSPC)の崩壊、および景気後退で中止され、その後自然消滅した。
最後の開催から26年後の2018年、SUPER GTで毎年8月に富士で行われている第5戦が、鈴鹿1000km終了に伴う代替の耐久戦として、これまでの300 kmから500マイルに距離を変更して開催されることになり、これにより本レースが復活した。
2020年・2021年は、富士スピードウェイが2020年東京オリンピックの自転車競技会場として使用される関係から、夏のレース開催が困難なため休止。2022年は夏の富士・鈴鹿の連戦というスケジュールが組まれた関係もあり、レース距離が100周（約450km）に短縮された。

## 歴代優勝車/ドライバー
富士ロングディスタンスシリーズ
| 開催年 | マシン             | 勝者                                           | 備考         |
| ------ | ------------------ | ---------------------------------------------- | ------------ |
| 1977年 | マーチ・76S/マツダ | 片山義美/従野孝司                              |              |
| 1978年 | マーチ・76S/マツダ | 片山義美/浅井順久                              |              |
| 1978年 | マーチ・76S/マツダ | 片山義美/浅井順久                              |              |
| 1979年 | GRD・S74/マツダ    | 生沢徹/中嶋悟/高原敬武                         |              |
| 1980年 | マーチ・73S/マツダ | 佐藤文康/戸谷千代三                            |              |
| 1981年 | マーチ・75S/マツダ | 赤池卓/小林武                                  |              |
| 1982年 |                    |                                                | 開催無し。   |
| 1983年 | ポルシェ・956      | 藤田直広/ヴァーン・シュパン                    |              |
| 1984年 | ポルシェ・956      | ヴァーン・シュパン/片山義美                    |              |
| 1985年 | ポルシェ・962C     | 高橋国光/高橋健二                              |              |
| 1986年 | ポルシェ・956      | ヴァーン・シュパン/鈴木恵一/ジョージ・フーシェ |              |
| 1987年 | ポルシェ・962C     | 高橋国光/ケネス・アチソン/茂木和男             |              |
| 1988年 | ポルシェ・962C     | 岡田秀樹/スタンレー・ディケンズ                |              |
| 1989年 | ポルシェ・962C     | 関谷正徳/岡田秀樹                              |              |
| 1990年 | 日産・R90CP        | 長谷見昌弘/アンデルス・オロフソン              |              |
| 1991年 | トヨタ・91C-V      | 関谷正徳/小河等                                |              |
| 1992年 | 日産・R92CP        | 星野一義/鈴木利男                              |              |
| 1993年 |                    |                                                | 中止になる。 |

SUPER GT　
（上: GT500クラス、下: GT300クラス）
| 開催年 | 車両名                          | 勝者                                 | 備考                                  |
| ------ | ------------------------------- | ------------------------------------ | ------------------------------------- |
| 2018年 | No.36 au TOM'S LC500            | 中嶋一貴/ 関口雄飛                   |                                       |
| 2018年 | No.55 ARTA BMW M6 GT3           | 高木真一/ ショーン・ウォーキンショー |                                       |
| 2019年 | No.6 WAKO'S 4CR LC500           | 大嶋和也/ 山下健太                   | 最大延長時間の経過により175周で終了。 |
| 2019年 | No.87 T-DASH ランボルギーニ GT3 | 高橋翼/ アンドレ・クート/ 藤波清斗   | 最大延長時間の経過により175周で終了。 |

## 注
1. ↑  新型コロナウイルス感染症の流行の影響で、東京五輪が開催延期となったため。